# Pittore della caccia al cinghiale

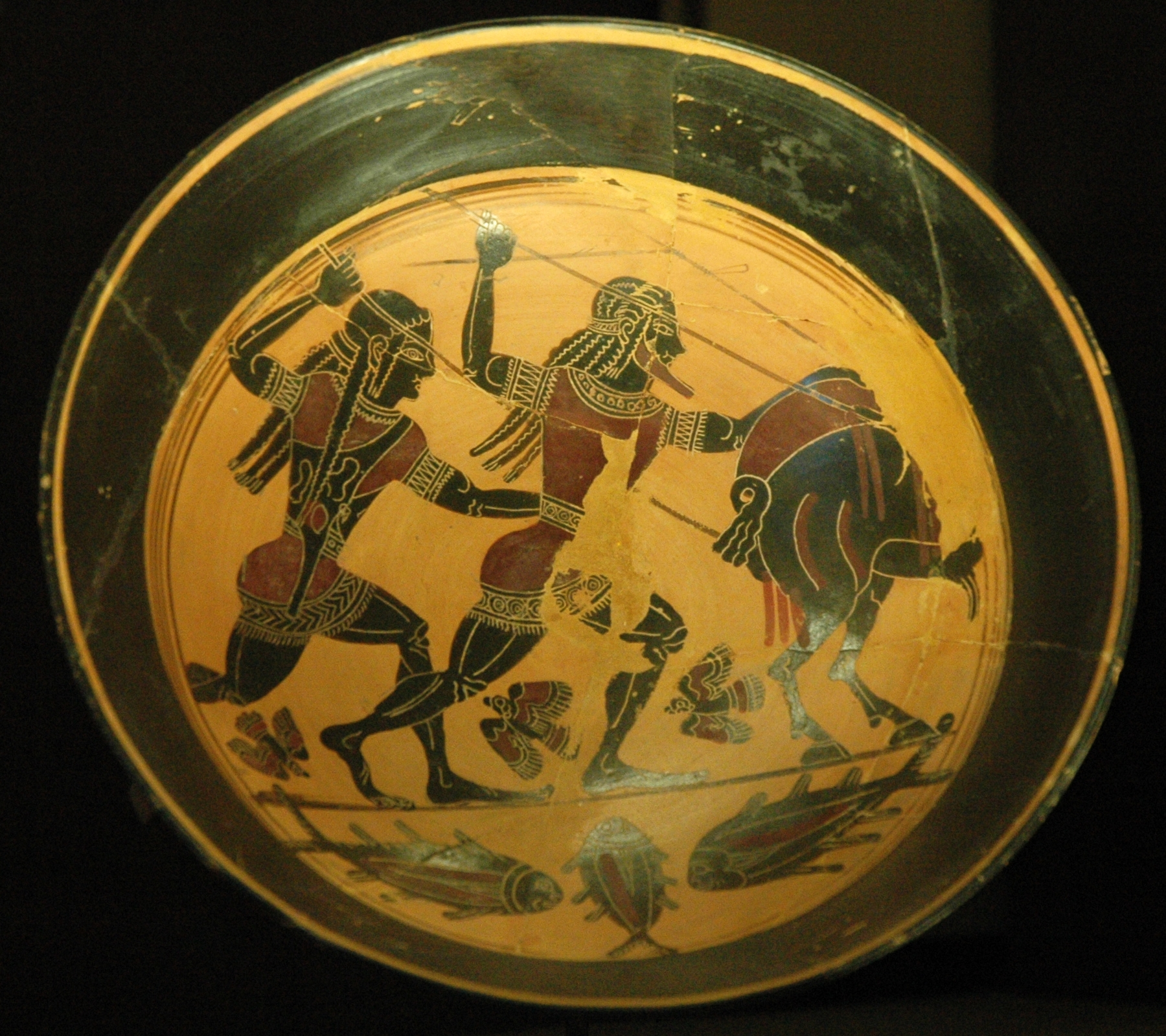
Pittore della caccia, coppa a figure nere, 555 a.C. circa, Museo del Louvre E670.

Pittore della caccia al cinghiale (fl. 565 a.C. / 530 a.C.) è il nome convenzionale assegnato ad un ceramografo laconico in riferimento alla decorazione della coppa della caccia al cinghiale calidonio, conservata al Museo del Louvre (E 670).

## Attività
Fu uno degli ultimi esponenti di quella fioritura nella ceramica laconica che si verificò nel secondo quarto del VI secolo a.C., ed eseguì decorazioni a figure nere sia su kylikes sia su vasi di più grandi dimensioni. Allievo del Pittore di Arkesilas fu miglior disegnatore, capace di figure ben costruite e di dettagli precisi; diede alla pittura laconica un grado maggiore di realismo. Conosciuto per i caratteristici tondi a oblò con le figure tagliate fuori dalla scena, sembra derivare dai fregi questo modo di dipingere.
Al Pittore della caccia si attribuiscono una ventina di esemplari. La decorazione della coppa eponima è stata interpretata come una rappresentazione della caccia al cinghiale calidonio attraverso due cacciatori che inseguono un animale che fugge a destra e di cui si osservano solo i quarti posteriori. Sulla kylix di Berlino, con il ritorno dei guerrieri che trasportano i corpi dei compagni caduti in battaglia, la triste sfilata è solo intuita attraverso le poche figure che rientrano nel tondo, il cui carattere processionale sembra volutamente accentuato dall'assenza di sovrapposizione e di profondità.